# Skárjjájávrrie
Skárjjájávrrie är en sjö i Arvidsjaurs kommun i Lappland och ingår i Byskeälvens huvudavrinningsområde. Sjön har en area på 0,0616 kvadratkilometer och ligger 364,5 meter över havet.

## Delavrinningsområde
Skárjjájávrrie ingår i det delavrinningsområde (727718-166864) som SMHI kallar för Ovan 727457-167279. Medelhöjden är 370 meter över havet och ytan är 15,38 kvadratkilometer. Räknas de 12 avrinningsområdena uppströms in blir den ackumulerade arean 157,26 kvadratkilometer. Kilisån som avvattnar avrinningsområdet har biflödesordning 3, vilket innebär att vattnet flödar genom totalt 3 vattendrag innan det når havet efter 130 kilometer. Avrinningsområdet består mestadels av skog (88 procent). Avrinningsområdet har 0,21 kvadratkilometer vattenytor vilket ger det en sjöprocent på 1,3 procent.